# 国際瀧冨士美術賞
国際瀧冨士美術賞（こくさいたきふじびじゅつしょう、International TAKIFUJI Art Award）は、日本国内および日本国外における特定の美術系大学の学生を対象とする美術賞。
応募対象は大学生が在学中に制作した作品。指導教官による推薦をもとに、日本美術界の著名人による審査が行われる。才能ある若手芸術家の発掘という観点での信憑性が確保されている一方で、ややエスタブリッシュメントの視点が強い。各大学から少なくとも1名ずつ選ばれる受賞者には「制作活動への助成金」としての奨学金が一括給費される。公益財団法人日本交通文化協会主催。1980年に瀧冨士美術賞として創設され、後に国際瀧冨士美術賞に改変された。

## 対象校

### 日本国内
- 愛知県立芸術大学
- 沖縄県立芸術大学
- 金沢美術工芸大学
- 京都市立芸術大学
- 京都造形芸術大学
- 女子美術大学
- 多摩美術大学
- 東京藝術大学
- 東京造形大学
- 東北芸術工科大学
- 日本大学
- 広島市立大学
- 武蔵野美術大学

### 日本国外
- ソウル大学校
- 梨花女子大学校
- 弘益大学校
- 清華大学美術学院
- ラサール芸術大学
- エコール・デ・ボザール
- シュトゥットガルト公立美術アカデミー
- ベルリン芸術大学
- ロンドン大学
- ロンドン芸術大学
- アートセンター・カレッジ・オブ・デザイン
- プラット・インスティテュート

## 主な受賞者
- 青木野枝（1980年）
- 奈良美智（1984年）
- ヤノベケンジ（1988年）
- 小谷元彦（1994年）